# Clé berlinoise

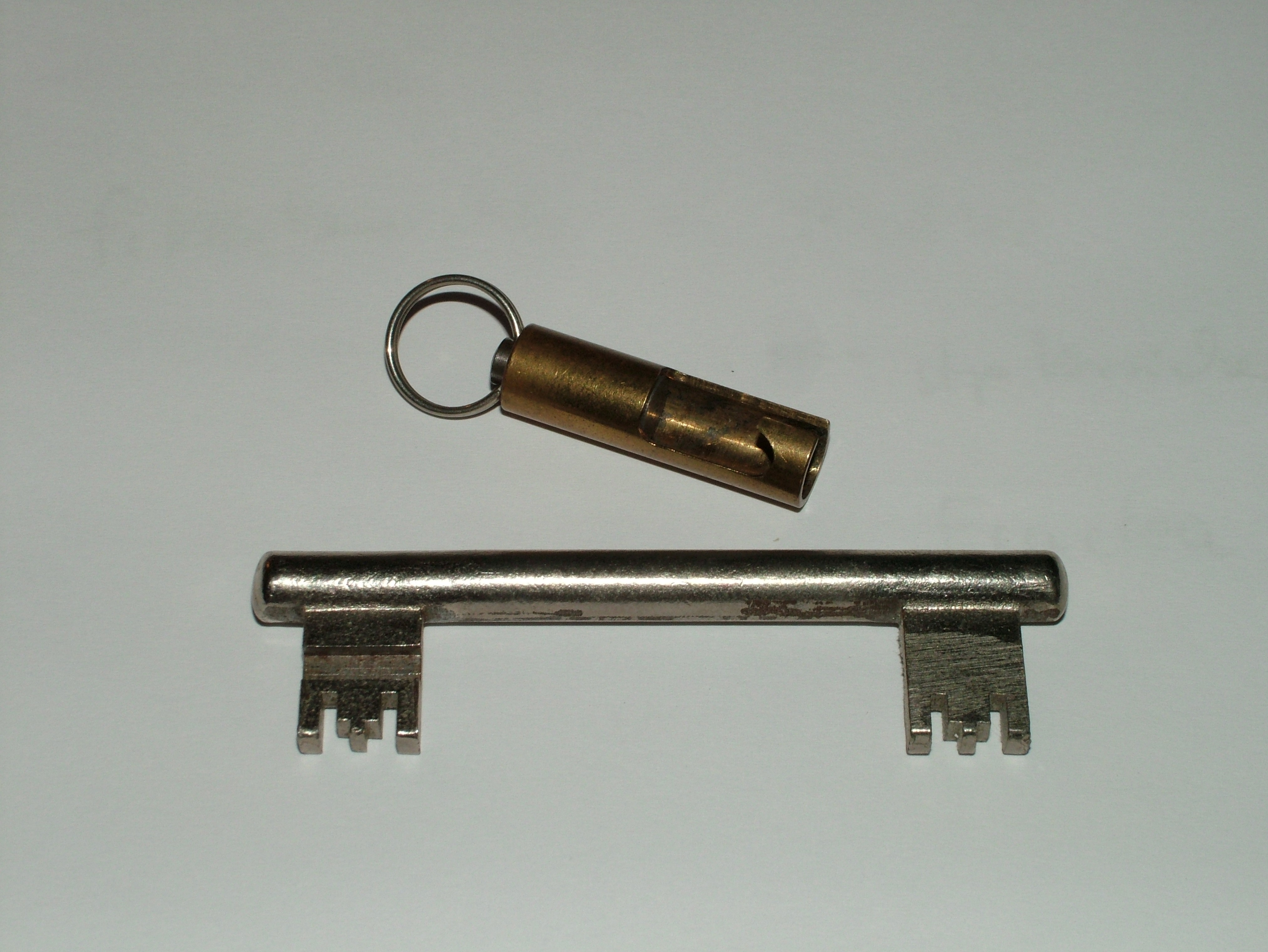
llave de berlín

La llave de Berlín (en alemán Durchsteckschlüssel, Berliner Schlüssel o Doppelschlüssel) es un tipo muy especial de llave de cerradura exclusiva de la ciudad de Berlín, Alemania.
Su particularidad es tener dos bits, piezas destinadas a accionar el cerrojo de la cerradura. Después de desbloquear la cerradura, debe recuperar la llave del otro lado de la puerta y cerrarla. También llamada Schließzwangschlüssel ", llave para forzar el cierre, esta llave en efecto había sido inventada para obligar a los habitantes de una vivienda a cerrar la puerta después de haberla abierto. El mecanismo es tal que es imposible sacar la llave una vez desbloqueado el pestillo. Por lo tanto, estamos obligados a cerrar la puerta para recuperarlo.
Esta llave fue inventada por el cerrajero berlinés Johannes Schweiger y producida por la empresa Albert Kerfin & Co a partir de 1912. Hoy en día este tipo de cerradura tiende a desaparecer; sin embargo, sigue siendo un recuerdo muy querido de los berlineses.